# Бейко Іван Васильович
Іван Васильович Бейко (нар. 11 квітня 1937, Брідок, Заставнівський район Чернівецька область) — український учений у галузі інформатики. Доктор технічних наук, професор. Академік АН ВШ України з 2002 р.

## Життєпис
Народився 11 квітня 1937 року в селі Брідок Королівства Румунія (нині Вікнянська сільська територіальна громада Заставнівського району Чернівецькій області України).
1959 закінчив фізико-математичний факультет Чернівецького державного університету.
У 1959—1961 рр. — учитель математики і фізики Стрілецько-Кутської СШ. З 1961 р. — молодший науковий співробітник, аспірант Інституту кібернетики АН УРСР (м. Київ). З 1963 р. переведений до аспірантури Інституту математики АН УРСР (м. Київ), яку достроково закінчив захистом кандидатської дисертації «Ітераційні методи чисельного розв'язання задач оптимального переслідування». Ці наукові результати були включені до програми Всесвітнього конгресу математиків (1965).
З 1964 р. — молодший, а згодом — старший науковий співробітник Інституту математики АН УРСР, з 1977 р. — доцент, а згодом професор Факультету кібернетики КДУ ім. Т. Шевченка.
1993 захистив докторську дисертацію: «Побудова математичних моделей для дослідження причинно-наслідкових залежностей в умовах неповних даних» і отримав звання професора. З 2003 р. — директор Українсько-Угорського інституту кібернетики та інформаційних технологій ім. Арпада Гьонца Президентського університету Міжрегіональної Академії управління персоналом, засновник і завідувач кафедри прикладної математики та програмування УУІКІТ (м. Київ). З 2008 р. — професор кафедри математичної фізики Національного технічного університету «Київський політехнічний інститут».
І. В. Бейко успішно поєднує науково-педагогічну діяльність із великим спортом у складі збірної команди КПІ завоював срібну медаль у змаганнях за Кубок України з волейболу (Гурзуф, 2010, 70+), має І спортивний розряд з великого тенісу — наука допомагає спорту, а спорт — науці.]. Його дочка — колишня тенісистка, нині тренерка Талина Іванівна Бейко, онуки — футболісти Вадим Дмитрович та Мирослав Дмитрович Славови, онучки — австрійська гімнастка Оксана Дмитрівна Славова, тенісистки Марія Олегівна та Марта Олегівна Костюк.

## Наукова діяльність
Створив наукову школу оптимального моделювання, прогнозування і керування. Вперше розв'язав проблему повної керованості неавтономних систем і побудував числові алгоритми для екстремального керування в диференційних іграх та ієрархічно-керованих системах. Керував спільними українсько-німецькими дослідженнями у розробках новітніх інформаційних технологій, читав лекції в університетах Німеччини, Канади, Бельгії, Австрії.
Опублікував понад 200 наукових праць. Отримав 3 авторських свідоцтва на винаходи, має запатентовані винаходи.
Підготував 20 кандидатів та 2-х докторів наук (6 — у зарубіжних наукових центрах).
Обраний членом Міжнародної асоціації радіоекологів.
Нагороджений премією Міносвіти УРСР за найкращу наукову працю (1986). Лауреат Нагороди Ярослава Мудрого АН ВШ України (2005). З 2004 р. — член Президії Академії наук вищої школи України. З 2010 р. — Головний учений секретар АН ВШ України.

## Нагороди
Нагороджений премією Міносвіти України за кращу наукову працю, знаком «Відмінник освіти України», Нагородою Ярослава Мудрого АН вищої школи (АН ВШ), медаллю «За вагомий внесок у розвиток освіти і науки». Обраний членом Міжнародної асоціації радіоекологів, академіком (2002), членом президії (2004) і головним ученим секретарем (2010) АН ВШ України.

## Публікації
- Узагальнені розв'язки лінійних крайових задач та ітераціійні методи їх побудови / І В Бейко, О В Щирба // Математичне та комп'ютерне моделювання. Серія: Технічні науки: зб. наук. праць / Інститут кібернетики імені В. М. Глушкова Національної академії наук України, Кам'янець-Подільський національний університет імені Івана Огієнка. — Кам'янець-Подільський: Кам'янець-Подільський національний університет імені Івана Огієнка, 2012. — Вип. 5. — с. 16-32.
- Узагальнені крайові задачі математичної фізики та їх розв'язання методами внутрішньої точки / І В Бейко, О В Щирба // Математичне та комп'ютерне моделювання. Серія: Технічні науки: зб. наук. праць / Інститут кібернетики імені В. М. Глушкова Національної академії наук України, Кам'янець-Подільський національний університет імені Івана Огієнка. — Кам'янець-Подільський: Кам'янець-Подільський національний університет імені Івана Огієнка, 2012. — Вип. 5. — с. 3-15.
- Бейко І. В. Про математично-комп'ютерні методи добування нових знань // Наукові записки Академії наук ВШ України, том VII. — К.: АНВШУ, 2012. — С. 47-55.
- Бейко І. В. Про підвищення якості навчання із використанням обчислювальних експериментів // Міжнародна науково-практична конференція Математика в сучасному технічному університеті, 19-20 квітня 2013 р., Київ: Матеріали конф. — К.: НТУУ КПІ, 2013. — С. 230—233.
- Бейко І. В. Розвиток математично-компютерного інструментарію для розв'язування задач математичного моделювання і оптимального керування складними системами і процесами // Наукові записки АНВШ України, том VIII. — К.: АНВШУ, 2014. — С.26-32
- Ivan Beyko Optimization Problems with Partial Derivatives and Algorithms for Constructing Generalized Solutions / Ivan Beyko, Olesya Shchyrba // Taurida Journal of Computer Science Theory and Mathematics, No 2, 2013. — P10-16
- Ivan Beyko Solve-Operator Methods for Optimization of Risk Controlled Stochastic Processes / Ivan Beyko, Petr Zinko //Taurida Journal of Computer Science Theory and Mathematics, No 2, 2013. — P17-24
- Задачі, методи і алгоритми оптимізації: Навчальний посібник / І В Бейко, П М Зінько, О Г Наконечний. — Рівне: Національний університет водного господарства та природокористування, 2011. — 624 с. українською мовою; № листа МОНМС № 1-11-7429; дата 06.08.2010 українською мовою; № листа МОНМС 1-11-7429; дата 06.08.2010
- Бейко І. В. Задачі, методи та алгоритми оптимізації: навчальний посібник, 2-ге вид., перероб. / І. В. Бейко, П. М. Зінько, О. Г. Наконечний. — К.: Видавничо-поліграфічний центр Київський університет, 2012. — 799 с.